# ブルーノ・ガンツ
ブルーノ・ガンツ（Bruno Ganz, 1941年3月22日 - 2019年2月16日）は、スイス・チューリッヒ出身の俳優。ドイツ映画界で活躍していた。

## 概要
父親はドイツ系スイス人、母親はイタリア人。19歳でデビュー。1972年にはザルツブルク音楽祭にてトーマス・ベルンハルトの作品を監督している。1987年製作の主演作『ベルリン・天使の詩』の世界的ヒットにより知られるようになる。
2004年の『ヒトラー 〜最期の12日間〜』では、アドルフ・ヒトラー役の演技が高い評価を得た。

### プライベート
私生活では1965年に結婚、1972年に息子が誕生。ヴェネツィアやベルリンで暮らしていた。
オットー・ザンダーとは青年期よりの公私ともの親友であり、舞台では数多くの共演を果たし、彼らの師匠である『ベルリン・天使の詩』で老詩人ホメロスを演じたクルト・ボイスのドキュメンタリー映画を共に監督した。
2018年夏に大腸癌と診断された。2019年2月16日午前2時、チューリッヒの自宅で77歳で亡くなった。

## 主な出演作品
| 公開年 | 邦題 原題                                                                 | 役名                     | 備考                                         |
| ------ | ------------------------------------------------------------------------- | ------------------------ | -------------------------------------------- |
| 1976   | O侯爵夫人 Die Marquise von O...                                           |                          |                                              |
| 1977   | アメリカの友人 Der Amerikanische Freund                                   | ジョナサン・ジマーマン   |                                              |
| 1978   | 左利きの女 Die linkshändige Frau                                          | ブルーノ                 |                                              |
| 1978   | 昼と夜のような黒と白 Schwarz und weiß wie Tage und Nächte                 | トマス・ロザムンド       |                                              |
| 1978   | ブラジルから来た少年 The Boys from Brazil                                 | ブルックナー教授         |                                              |
| 1978   | ノスフェラトゥ Nosferatu: Phantom der Nacht                               | ジョナサン・ハーカー     |                                              |
| 1983   | 白い町で Dans la ville blanche                                            | ポール                   |                                              |
| 1985   | アイスクリーム・パーラー De iJssalon                                      | グスタフ                 |                                              |
| 1986   | 愛と野望のドイツ家 Väter und Söhne - Eine deutsche Tragödie               | ハインリッヒ・ベック     | テレビ・ミニシリーズ                         |
| 1987   | ベルリン・天使の詩 Der Himmel über Berlin                                 | 天使ダミエル             |                                              |
| 1988   | The Legendary Life of Ernest Hemingway                                    | エズラ・パウンド         |                                              |
| 1989   | バンコマット Bankomatt                                                    | ブルーノ                 |                                              |
| 1989   | ストラップレス Strapless                                                  | レイモンド・フォーブス   |                                              |
| 1991   | 春にして君を想う Börn náttúrunnar                                         | Engill                   |                                              |
| 1991   | 夜ごとの夢/イタリア幻想譚 La Domenica specialmente (Especially on Sunday) | ヴィットリオ             |                                              |
| 1992   | プラハ Prague                                                             | ジョセフ                 |                                              |
| 1993   | 時の翼にのって/ファラウェイ・ソー・クロース! In weiter Ferne, so nah!     | ダミエル                 |                                              |
| 1996   | 星の王子さまを探して Saint-Ex                                             | Antoine de Saint-Exupéry |                                              |
| 1998   | 永遠と一日 Mia aioniotita kai mia mera                                    | アレクサンドル           |                                              |
| 2000   | ベニスで恋して Pane e tulipani                                            | フェルナンド             |                                              |
| 2004   | クライシス・オブ・アメリカ The Manchurian Candidate                       | デルプ                   |                                              |
| 2004   | ヒトラー 〜最期の12日間〜 Der Untergang                                   | アドルフ・ヒトラー       |                                              |
| 2006   | バルトの楽園                                                              | クルト・ハインリッヒ     | 日本映画                                     |
| 2007   | 僕のピアノコンチェルト Vitus                                              | 祖父                     |                                              |
| 2007   | コッポラの胡蝶の夢 Youth Without Youth                                    | スタンチュレスク教授     |                                              |
| 2008   | 愛を読むひと The Reader                                                   | ロール教授               |                                              |
| 2008   | バーダー・マインホフ/理想の果てに Der Baader Meinhof Komplex              | ホルスト・ヘロルド       |                                              |
| 2011   | アンノウン Unknown                                                        | エルンスト・ユルゲン     |                                              |
| 2013   | リスボンに誘われて Night Train to Lisbon                                  | ジョルジェ               | ドイツ・スイス・ポルトガル合作映画           |
| 2013   | バトル・オブ・ライジング コールハースの戦い Michael Kohlhaas              | 統治者                   | フランス・ドイツ合作映画                     |
| 2013   | 悪の法則 The Counselor                                                    | 宝石商                   |                                              |
| 2014   | ファイティング・ダディ 怒りの除雪車 Kraftidioten                          | パパ                     | ノルウェー・スウェーデン・デンマーク合作映画 |
| 2015   | アムネジア Amnesia                                                        | ブルーノ                 |                                              |
| 2015   | 手紙は憶えている Remember                                                 | ルディ・コランダー       |                                              |
| 2015   | ハイジ アルプスの物語 Heidi                                               | アルムおんじ             | スイス・ドイツ合作映画                       |
| 2017   | サリー・ポッターのパーティー The Party                                    | ゴットフリート           |                                              |
| 2018   | ハウス・ジャック・ビルト The House That Jack Built                        | ウェルギ                 |                                              |
| 2018   | 17歳のウィーン フロイト教授人生のレッスン Der Trafikant                   | ジークムント・フロイト   |                                              |
| 2019   | 名もなき生涯 A Hidden Life                                                | ルーベン判事             | 死後に公開                                   |